# التحالف الأمريكي من أجل العمل والديمقراطية
التحالف الأمريكي من أجل العمل والديمقراطية هو منظمة سياسية أمريكية تأسست في سبتمبر 1917 من خلال مبادرة من الاتحاد الأمريكي للعمل والاستفادة من موارد لجنة الإعلام التابعة لحكومة الولايات المتحدة. كانت المجموعة مكرسة لبناء الدعم بين العمال الأمريكيين لمشاركة الدولة في الحرب العالمية الأولى في أوروبا. بعد انتصار قوى الوفاق على إمبراطورية ألمانيا والإمبراطورية النمساوية المجرية، فقدت المنظمة سبب وجودها. انتهت أخيرًا في نوفمبر 1919 بسبب نقص التمويل.

## التاريخ التنظيمي

### التأسيس
وفقًا لرئيس الاتحاد الأمريكي للعمل منذ فترة طويلة صموئيل جومبرز، بدأ التحالف الأمريكي للعمل والديمقراطية كرد فعل على المؤتمر الوطني الطارئ للحزب الاشتراكي الأمريكي لعام 1917 الذي عقد في سانت لويس بولاية ميسوري. صوتت في هذا التجمع أغلبية مقنعة من مندوبي الحزب البالغ عددهم 200 مندوبًا لصالح بيان معروف للأجيال اللاحقة باسم قرار سانت لويس الذي وصف قرار الرئيس وودرو ويلسون بدخول الحرب العالمية الأولى بأنه «جريمة ضد شعب الولايات المتحدة وضد دول العالم» ودعا إلى «معارضة مستمرة ونشطة وعلنية للحرب» و «مقاومة قوية لجميع الإجراءات الرجعية».
أعرب غومبرز عن غضبه من «إعلان دعم الأممية السلمية» الذي أصدره الاشتراكيون، والذي اعتبره «بمثابة عداء صريح لقضية الحلفاء»، وشرع في إنشاء منظمة جديدة لتقديم «التوجيه الفكري» لآلاف الأمريكيين من الطبقة العاملة الساخطين من توجه الاشتراكيين المناهض للعسكرية.

قال غومبرز لاحقًا:
«لقد وضعنا خطة لنجمع في منظمة واحدة ممثلي الحركة النقابية الأمريكية وممثلي ما كان يعرف بالمنظمات الراديكالية. واتفق أعضاء هذه المنظمة على أن يضعوا جانبًا، لفترة الحرب، أي خلافات قد تكون لديهم بشأن الإجراءات، وأن يحتشدوا للدفاع عن المبادئ الأساسية التي تدافع عنها حكومتنا.  أطلقنا على هذه المنظمة اسم التحالف الأمريكي من أجل العمل والديمقراطية».
قدم غومبرز اقتراحه إلى إدارة ويلسون للموافقة عليه، وحصل على الضوء الأخضر من مجلس الدفاع الوطني ومن لجنة شؤون الإعلام برئاسة جورج كريل. أعجبت هذه المنظمة الأخيرة بفكرة أنها جاءت لجعل التحالف الأمريكي من أجل العمل والديمقراطية واحدة من الوكالات غير الرسمية الرئيسية التي تعمل من خلالها لجنة شؤون الإعلام.
أجري التنظيم الأولي للتحالف في اجتماع عقد في 28 يوليو 1917، في فندق كونتيننتال في مدينة نيويورك حضره الاشتراكيون البارزون المؤيدون للحرب جون سبارغو، روبرت مايزل و و ج. جراهام فيلبس ستوكس. عُين غومبرز في هذا الاجتماع رئيسًا للتحالف و مايزل مديره.

### تطوره
كانت إحدى المنظمات اليسارية المسالمة التي عارضها غومبرز ورفاقه بشكل خاص هي مجلس الشعب الأمريكي للديمقراطية والسلام، وهي منظمة وطنية تأسست في اجتماع جماهيري ضم 20 ألف شخص عقد في ماديسون سكوير غاردن في مايو 1917. أبقى مجلس الشعب فرعًا في مدينة نيويورك يسمى مجلس العمال الذي أعلن عزمه على الدفاع بقوة عن أجور ومصالح الطبقة العاملة خلال الحرب، والذي فسره غومبرز على أنه تحد مباشر لقراره وقرارالتحالف الأمريكي للعمل بالتعاون والتضامن مع الحكومة أثناء الحرب.
عندما علم غومبرز أن مجلس الشعب كان يخطط لعقد مؤتمر وطني للمنظمة في سانت بول، مينيسوتا، في سبتمبر 1917 والذي كان من المقرر أن يكون «ممثلًا حقيقيا للعمال»، رد جومبرز بإطلاق اتفاقية مضادة خاصة به ، داعيًا إلى عقد مؤتمر وطني للتحالف الأمريكي للعمل والديمقراطية في نفس المدينة في نفس الوقت. بدأ جورج كريل من لجنة شؤون الإعلام العمل على خنق قدرة مجلس الشعب على عقد مؤتمر في أي مكان، وكتب إلى أحد مراسلي مينيسوتا أن المنظمة المناهضة للعسكرية كانت تتألف من «خونة وأغبياء» وشجعه على حشد المنظمات المدنية المحافظة لتمرير قرارات ضد مجلس الشعب والاجتماع مباشرة مع محرري الصحف حول هذه المسألة.
في 28 أغسطس، قبل أقل من أسبوع من البدء المقرر لمؤتمر مجلس الشعب، منع الحاكم جوزيف بوركيست من مينيسوتا اجتماع مجلس الشعب على أساس أنه سيقدم المساعدة والراحة لأعداء الولايات المتحدة. فرقت الشرطة محاولة لاحقة لعقد اجتماع في شيكاڠو. عندما حاول عمدة شيكاغو «بيغ بيل» ثومبسون التدخل، مصرحًا أن «دعاة السلام مواطنون يحترمون بالقانون» وأنه لن «ينشر أن شيكاغو تمنع حرية التعبير لأي شخص»، حشد حاكم إلينوي فرانك لودن الحرس الوطني في إلينوي، وأرسل أربع فرق من القوات إلى شيكاغو في اليوم التالي للتأكد من عدم تمكن مجلس الشعب من الاجتماع.
لم يكن لدى غومبرز والتحالف الأمريكي للعمل والديمقراطية، بصفتهم مشجعين صريحين للتحرك الأمريكي في الحرب الأوروبية، مثل هذه المشاكل مع السلطات الحكومية. عقدوا مؤتمرهم بدون أي عقبات، حيث اجتمعوا كما هو مقرر في مينيابوليس من 5 إلى 7 سبتمبر 1917.
حاول غومبرز الحصول على التأييد الرسمي للتحالف الأمريكي للعمل والديمقراطية في المؤتمر السنوي للاتحاد الأمريكي للعمل في نوفمبر 1917. أثار الاقتراح نقاشًا حادًا، حيث شكك النقاد في مدى ملاءمة تأييد منظمة عمالية لمنظمة عززت ولاء العمال للحكومة. انتقد آخرون تعليق إدارة ويلسون للحريات المدنية أثناء الحرب. ومع ذلك، في نهاية المطاف، صوت المندوبون المجتمعون الذين يمثلون الاتحاد الأمريكي لنقابات العمال بهامش واسع للموافقة رسميًا على أنشطة التحالف.
مع ذلك، فإن الانتصار في مؤتمر الاتحاد الأمريكي للعمل لعام 1917 لم يعني أن التحالف الأمريكي كان محبوبًا عالميًا بين قادة العمال.  طور رئيس اتحاد شيكاغو للعمل جون فيتزباتريك مخاوف بشأن الطبيعة القمعية للتحالف الأمريكي من أجل العمل والديمقراطية وميلها للانخراط في أنشطة سرية ونجح في المماطلة بإنشاء فرع شيكاغو للمجموعة. تهرب فيتزباتريك بوقاحة من أمر صادر عن الاتحاد الأمريكي للعمل إلى مسؤولي التحالف لإنشاء فرع للتحالف الأمريكي من أجل العمل والديمقراطية في المدينة وتجاهل جميع المراسلات الموجهة إليه من مقر المنظمة في نيويورك. تبع ذلك تبادل حاد للرسائل بين فيتزباتريك وسكرتير التحالف روبرت مايزل، حيث أصر فيتزباتريك على موقفه. في نهاية المطاف دقت ساعة الحرب واضطر التحالف الأمريكي إلى التخلي عن خططه لفرع شيكاغو.

### الأنشطة
حافظ التحالف الأمريكي للعمل والديمقراطية على المقر الوطني في شارع 51 تشامبرز في مدينة نيويورك.
رعت المنظمة مكتب المتحدثين الذي نظم اجتماعات عامة في جميع أنحاء الولايات المتحدة. وكان من بين هؤلاء وفد من أربعة قادة عماليين بريطانيين تم إحضارهم وأخذهم في جولة في جميع أنحاء أمريكا في محاولة لحشد الدعم للمجهود الحربي بين أعضاء النقابة. عملت المجموعة كقناة للمعلومات من لجنة شؤون الإعلام إلى صحف العمل.
احتفاءً بعيد ميلاد أبراهام لنكولن، أعلن التحالف أن أسبوع 10 فبراير هو «أسبوع ولاء العمال»، ونظم حملة موجهة إلى الحركة العمالية الأمريكية لتنظيم اجتماعات جماهيرية ومظاهرات عامة لدعم المجهود الحربي. صرح مدير التحالف الأمريكي من أجل العمل والديمقراطية روبرت مايزل، قائلًا «نخطط لجعل مظاهرة أسبوع الولاء هذه أحد أقوى الضربات التي تم التعامل معها حتى الآن للدعاية المعادية في أمريكا».
نشر التحالف الأمريكي أيضًا ووزع عددًا من الكتيبات المطبوعة التي تستهدف الطبقة العاملة الأمريكية التي تحاول بناء الدعم للمجهود الحربي وتشويه سمعة الحركة الاشتراكية الألمانية لدعم المجهود الحربي لبلدهم.
أنشأ التحالف فروعًا للعضوية في جميع أنحاء البلاد لرفع الأنشطة الوطنية إلى المستوى المحلي، وهي مجموعات شاركت في مثل هذه الأنشطة في بيع السندات الحكومية كجزء من حملات قروض الحرية المختلفة.